# Подлесное (Кировоградская область)
Подле́сное (укр. Підлісне) — село в Александровской поселковой общине Кропивницкого района Кировоградской области Украины. До 1945 года называлось Федвар, а ещё ранее Федварь.
Население по переписи 2001 года составляло 1022 человека. Телефонный код — 5242. Код КОАТУУ — 3520585001.

## История
Один из южно-русских воевод, именно Юрий Язловецкий, преследуя в 1571 г. татар, опустошавших Киевоподолию, зашел, между прочим, к верховьям рек Ингула и Ингульца, и нашел здесь три бани, или, как Папроцкий называет их, лазни. Что-же это за бани? По всем соображениям, это были не что иное, как теперешние наши каланчи, только устройство их было гораздо проще, а именно: ставились на землю четыре длинные колоды из сосны, в близком расстоянии одна против другой; внутри этой четырёхугольной башни проходила лестница; наверху строилась будка для караульного; возле такой каланчи вкапывался длинный шест, к верху которого привязывали соломенные снопы. Караульный, заметив вдали, на расстоянии от 10 до 20 верст, движущуюся орду, немедленно зажигал солому, или, как называли казаки, фигуру, чем подавался сигнал поступать так и с другими фигурами, чтобы люди укрывались и спасались от незванных гостей. Одну из трех бань … можно приурочить к Федварской местности, с которой открывается обширный горизонт на юг, на расстояние 30 верст. …— статья «Село Федварь (Александрийского уезда, Херсонской губернии)», опубликованная в Записках Одесского Общества Истории и Древностей.
Село Федварь (Тринадцатая рота, Лесницкое) основано в начале и XVII стол.; бывший шанц (рота) полка Хорвата
В 1945 г. Указом ПВС УССР село Федвар переименован в Подлесное.
До 2020 года село входило в Александровский район

## Известные люди
- Юра, Гнат Петрович (1888—1966) — советский театральный режиссёр, актёр театра и кино, народный артист СССР (1940).
- Авдиевский, Анатолий Тимофеевич (1933—2016) — хоровой дирижёр, композитор, народный артист СССР (1983).
- Юра-Юрский, Александр Петрович (1895—1968) — Народный артист Украинской ССР (1947) и Узбекской ССР (1944).